# Mitteleuropäische Transversale
Die Mitteleuropäische Transversale (MET) ist eine in Planung befindliche Erdgasleitung der RWE Energy AG, die von Sayda  an der Grenze zu Tschechien  über die Metropolregion Rhein-Ruhr nach Eynatten in Belgien verlaufen soll. Ziel der 740 Kilometer langen Pipeline soll es sein, die Transportkapazitäten in Ost-West-Richtung und den Vernetzungsgrad des Erdgasleitungsnetzes zu erhöhen.

Nach der Eröffnung des Raumordnungsverfahren im April 2008 sollten die Planfeststellungsbeschlüsse 2010 bis 2011 folgen. Der Bau der Leitung war dann für 2011 bis 2013 geplant.

## Kennzahlen
- Leitungsdurchmesser: 1 Meter (DN1000)
- Betriebsdruck: max. 100 bar
- Verlegungsart: unterirdisch
- Transportmedium: Erdgas („H“), möglich soll auch Flüssigerdgas (LNG) sein